# Савка та Гришко
Савка та Гришко (біл. Саўка ды Грышка) — народна пісня. Обробкою народної мелодії займався Михайло Антонович Козинець.[джерело?]
Пісня має два варіанти тексту.

## Історія
Історично пісня є релігійною, різдвяною. Янка Купала у 1920-х роках, щоб мати можливість використовувати її у радянських школах, переробив текст у нерелігійний. У книгах текст пісні замінювали на адаптований варіант Янки Купали.
| Адаптація Янки Купали | Оригінальний текст |
| Саўка ды Грышка ладзілі дуду Павесяліцца ды прагнаць нуду. Ду-ду-ду, ду-ду-ду, Ды прагнаць нуду. Як разышліся музыкі, гу-га! Згінула гора, згінула туга. У-га-га, у-га-га, Згінула туга. Дзедка старэнькі, ёмкі ўзяўшы жмут, Кіем на дзверы паказаў ім тут. Ту-ту-ту, ту-ту-ту, Паказаў ім тут. Вы сабе дуйце сваё го-ца-ца, Толькі не страшце малога хлапца. Го-ца-ца, го-ца-ца, Малога хлапца. | Саўка ды Грышка ладзілі дуду Павесяліцца з ёй на Каляду. Ду-ду-ду, ду-ду-ду, З ёй на Каляду. Як разышліся музыкі, гу-га! Згінула гора, згінула туга. У-га-га, у-га-га, Згінула туга. Дзедка старэнькі, ёмкі ўзяўшы жмут, Кіем на дзверы паказаў ім тут. Ту-ту-ту, ту-ту-ту, Паказаў ім тут. Вы сабе дуйце сваё го-ца-ца, Толькі не страшце Езуса-хлапца. Го-ца-ца, го-ца-ца, Езуса-хлапца |